# Sammy Fain
Pour les articles homonymes, voir Fain et Feinberg.
Sammy Fain, de son vrai nom Samuel Feinberg, est un compositeur et acteur américain né le 17 juin 1902 à New York et mort le 6 décembre 1989 à Los Angeles. Il compose pour de nombreux films, notamment ceux des studios Disney.

## Biographie
Sammy Fain est né à New York City. En 1923, il apparaît avec Artie Dunn dans un court métrage réalisé par Lee De Forest, filmé avec le procédé sonore Phonofilm. À partir de 1925, Fain se consacre totalement à la musique. Il est un pianiste autodidacte qui joue à l'oreille. Il commence à travailler en tant que pianiste et compositeur pour l'éditeur de musique Jack Mills.
Fain collabore d'abord avec Irving Kahal. Ensemble ils écrivent Let a Smile Be Your Umbrella, You Brought a New Kind of Love to Me et I'll Be Seeing You. Un autre parolier qui collabore avec Fain est Lew Brown, avec qui il écrit That Old Feeling.
Ces compositions pour Broadway incluent Everybody's Welcome, Right This Way, Hellzapoppin, I'll Be Seeing You, Flahooley, Ankles Aweigh, Christine et beaucoup d'autres.
Fain compose aussi pour plus de 30 films dans les années 1930, 40 et 50. Il est nommé pour l'« Oscar de la meilleure chanson originale » neuf fois, le remportant deux fois, avec Secret Love tiré de Calamity Jane en 1954 et avec Love Is a Many-Splendored Thing du film du même titre en 1955. Il coécrit plusieurs chansons avec Paul Francis Webster. Fain compose le second thème de la série télévisée Wagon Train en 1958 : (Roll Along) Wagon Train.
Dans les années 1950, il compose des chansons pour trois longs métrages des studios Disney: Alice au pays des merveilles (1951), Peter Pan (1953) et La Belle au bois dormant (1959).
En 1963, il collabore avec Harold Adamson en écrivant les chansons pour le film The Incredible Mr. Limpet, qui sort en 1964, et des airs tels que I Wish I Were a Fish, Be Careful How You Wish et Deep Rapture accroissent sa réputation.
En 1972, il est promu au Songwriters Hall of Fame.
Il renoue une collaboration avec Disney à la fin des années 1970 pour Les Aventures de Bernard et Bianca et est sélectionné aux côtés de Carol Connors et Ayn Robbins pour l'Oscar de la meilleure chanson avec Someone's Waiting for You (Quelqu'un t'attend là-bas).
Fain décède à Los Angeles, en Californie. Il est enterré au Cedar Park Cemetery, à Emerson, dans le New Jersey.

## Filmographie

### comme Compositeur
- 1978 : A Special Valentine with the Family Circus (TV) : Bus Driver
- 1930 : Roadhouse Nights
- 1930 : Young Man of Manhattan
- 1930 : Dangerous Nan McGrew
- 1933 : The Road Is Open Again
- 1933 : Moonlight and Pretzels
- 1933 : Female
- 1934 : Mandalay
- 1934 : Harold Teen (en) de  Murray Roth
- 1935 : Sweet Music
- 1935 : The Case of the Curious Bride
- 1935 : Je veux être une lady (Goin' to Town)
- 1935 : La Veuve de Monte-Carlo (The Widow from Monte Carlo)
- 1938 : Tarnished Angel (en)
- 1941 : Hellzapoppin'
- 1943 : Swing Fever
- 1951 : Alice au pays des merveilles
- 1953 : Peter Pan
- 1953 : La Blonde du Far-West (Calamity Jane)
- 1953 : Trois Marins et une fille (Three Sailors and a Girl)
- 1957 : Je vous adore (April Love)
- 1958 : Un certain sourire (A Certain Smile)
- 1959 : La Belle au bois dormant
- 1959 : The Alaskans (série télévisée)
- 1963 : Calamity Jane (TV)
- 1972 : The Stepmother
- 1977 : Les Aventures de Bernard et Bianca
- 1979 : Half a House
- 1982 : Halloween Treat (vidéo)

### comme acteur
- 1934 : Harold Teen : Piano Player
- 1934 : Dames : Buttercup Balmer, Songwriter

## Récompenses et nominations

### Récompenses
- 1978 : A Special Valentine with the Family Circus (TV) : Bus Driver
- 1930 : Roadhouse Nights
- 1930 : Young Man of Manhattan
- 1930 : Dangerous Nan McGrew
- 1933 : The Road Is Open Again
- 1933 : Moonlight and Pretzels
- 1933 : Female
- 1934 : Mandalay
- 1934 : Harold Teen
- 1935 : Sweet Music
- 1935 : The Case of the Curious Bride